# Vindbyholt
Vindbyholt er en landsby i Roholte Sogn (Fakse Herred) syd for Faxe.

## Historie
Landsbyen nævnes i 1387 (Windebotheholt). I 1407 kvitterer Folmer Jakobsen Lunge i Egede sin bror biskop Niels af Strängnäs for 45 lødige mark for Vindbyholt. Landsbyen udskiftedes i 1802.
Ved en overnatning på Vindbyholt Kro på vej hjem til Udby fik N.F.S. Grundtvig i 1810 et anfald, hvor han troede at være i klammeri med Djævelen i skikkelse af en kvælerslange. Hans ven Poul Dons, som ledsagede ham sammen med F.C. Sibbern, fik sig et psykisk knæk af den voldsomme oplevelse, som han aldrig helt forvandt. Kroen brændte i 1990 og er ikke blevet genopført.
Inden kroen brændte, var den blevet overtaget af 2-3 kvinder fra den tidligere krovært. Som følge heraf fik den øgenavnet "Pigernes Kro".

## Reference
1. ↑  Danmarks Statistik: Statistikbanken Tabel BY1: Folketal 1. januar efter byområde, alder og køn